# Taos Ski Valley
Taos Ski Valley – wieś w Stanach Zjednoczonych, w stanie Nowy Meksyk, w hrabstwie Taos.